# フェラーリ・FXX
フェラーリ・FXX（エフエックスエックス）Ferrari FXXとは、イタリアの自動車メーカー、フェラーリがエンツォフェラーリをベースに開発したサーキット走行専用車。レースへの参加や公道走行はできない。

## 概要
2005年、フェラーリ・エンツォフェラーリをベースとして、フェラーリの持つ技術を結集させた、サーキット専用モデル（公道での走行は不可）を発表。今までマラネッロで製作された車の中では最も高度なGT。
ボディパネルはカーボン製で、車体重量は1,155kg。空力特性が改善されていて、ダウンフォースはエンツォを40%も上回る。さらに、可動式のスポイラーを搭載し、サーキットにあわせて調節が可能。シートやペダルもドライバーに合わせてオーダーメイドされる。助手席を装備することも可能。 構造上運転席からは後方が見えないため、ルーフにカメラがついている。
搭載されるエンジンは6,262ccのV12エンジンを搭載。800PS/8,500rpmという高出力を生み出す。さらに、F1の技術をもとに開発されたトランスミッションは、約80msecでギアチェンジを行うことができる。
ブリヂストン製の専用の19インチ・スリックタイヤと、ブレンボ製の専用の大径セラミックコンポジット・ディスクブレーキを搭載。ブレーキ冷却とパッドのシステムは専用に開発されたものである。ちなみに「FXX」と言う名前は、エンツォ・フェラーリの開発コードの「FX」にはかり知れない可能性とスピードを著わす「X」を付け足したもの。
通常の状態では、エンジン出力を抑制するコントロールがなされている。セーフティーコントロールを解除すると、相当のオーバーステア特性となり、フォーミュラ経験のあるプロレーサーでも乗りこなすのが困難とされている。

## FXXプログラム
十分高いポテンシャルを秘めているFXXだが、このFXXは革新的な技術協力プログラムの一環でもある。それは、アマチュアながら高い運転技術を持つ顧客が、自らテストドライバーとなり、FXXを運転することでニューモデル開発の一翼を担い、また車両のデータ取りに活躍するというものである。
FXXには高性能テレメトリー・システムが搭載され、39種類もの運動特性のデータを、ピットで常時監視する。これらの情報はフェラーリの技術者が分析し、顧客とともに検討される。このプログラムは、高性能モデル開発計画の基本的な枠組み作りの一環で、初の顧客テストドライバーを起用した開発プログラムとなる。各種走行データは新型車の開発などに活用される。
マシン本体と各種メンテナンスをつけた基本パッケージは総額150万ユーロ。FXXは2005年12月に限定29台で、フェラーリにより選出された特別なオーナーに対してのみ販売され、日本でも複数がオーナーとなった。また、ブラックのボディカラーに、両方のドアの横に「30」と書かれた30台目のFXXが、ミハエル・シューマッハにプレゼントされた。
顧客（テストドライバー）がサーキットを走る場合、ヨーロッパ圏内と現地法人がある国（日本やアメリカなど）ではフェラーリの顧客レース部門「コルセ・クリエンティ」からFXXプログラムを担当するメカニックを含む特別チームが派遣され、各種メンテナンスも受けられる。それ以外の国でも同部門の下で各国の正規輸入元が管理する。また、FXXをフェラーリの本社に預けておけば、「フェラーリ・レーシング・デイズ」などでの走行時にも同部門が各サーキットへ航空便で輸送をしてくれる。なお、FXXを購入したオーナーはフェラーリ認定のレーシングドライバーによる運転講習を受けられる。
なお「FXXプログラムは2009年をもって終了し、以降は599XXプログラムに継承される」とされていたが、2020年現在もフェラーリ・XXプログラムとして継続されている。

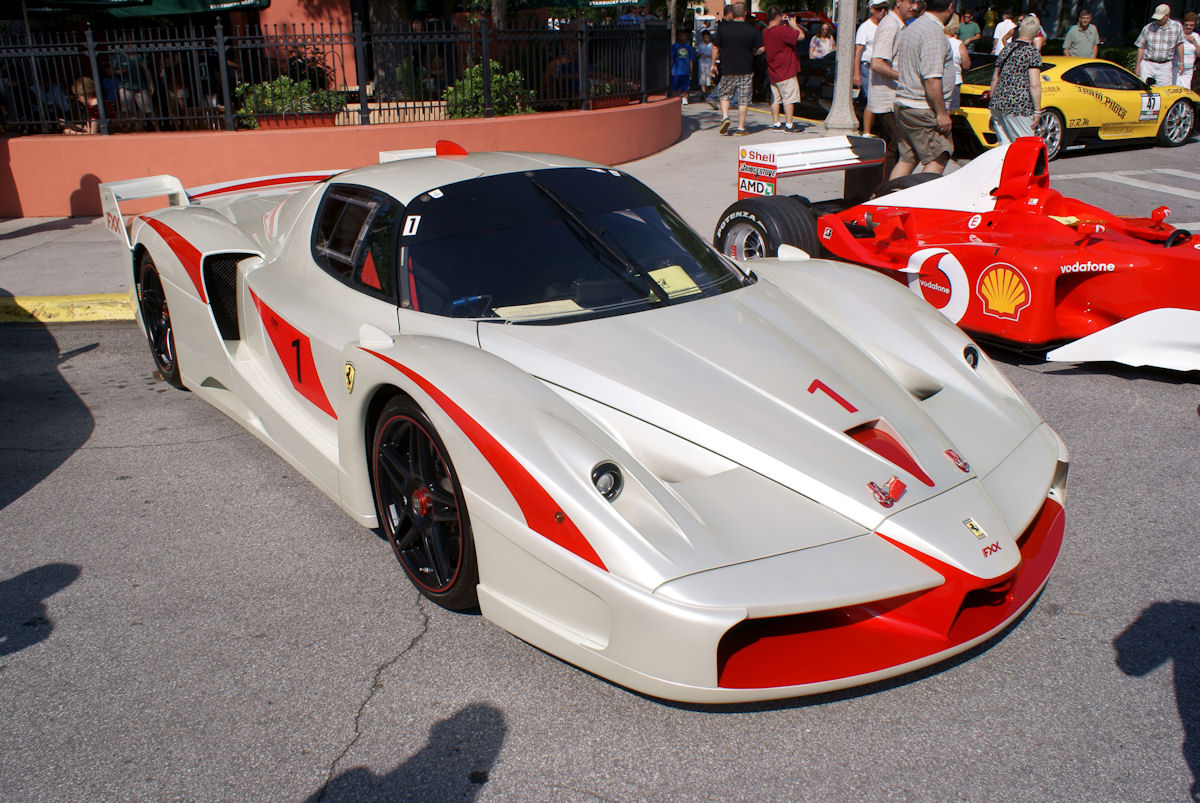
Ferrari FXXエヴォルツィオーネ

## エヴォルツィオーネ
FXXに新たなトラクション・コントロール、カーボンブレーキ等を組み合わせ、860bhpまで引き上げるパッケージである。同時に、FXXプログラムを2年間延長する。（限定30台）